# Chotyniec (obwód orłowski)
Chotyniec, (ros. Хотынец) – osada typu miejskiego w zachodniej Rosji, na terenie północno-zachodniej części obwodu orłowskiego.
Miejscowość leży na terenie Wyżyny Środkoworosyjskiej, w rejonie chotynieckim, którego ośrodek administracyjny stanowi.
Miasteczko liczy 3755 mieszkańców (2018 r.), tj. ok. 40%
populacji rejonu; ma powierzchnię 10,34 km².
Osada jest jedynym ośrodkiem miejskim na terenie tej jednostki podziału administracyjnego.
Chotyniec jest lokalnym centrum kulturalnym i gospodarczym. W miejscowości tej znajdują się m.in. zakład przetwórstwa warzyw, przemysł włókienniczy (obróbka konopi), a także drobny przemysł budowlany (np. cegielnie) i wytwórnia pasz.

## Klimat
W miejscowości panuje klimat umiarkowany ciepły, o charakterze kontynentalnym. Zima, a także lato jest dość ciepła.